# Димитър Кудев
 Тази статия е за революционера.  За бизнесмена негов братовчед вижте Димитър Кудоглу.  
Димитър Киряков Кудев е български революционер, деец на Вътрешна македоно-одринска революционна организация.

## Биография
Кудев е роден в 1880 година в ксантийското село Габрово, тогава в Османската империя, днес в Гърция. Син е на българския общественик и архиерейски наместник в Ксантийско Киряк Кудев и братовчед на Димитър Кудоглу. В 1900 година завършва френски колеж в Солун, където се присъединява към ВМОРО. От средата на 1902 година след арестуването на Васил Докторов става ръководител на Ксантийския околийски революционен комитет. През септември 1907 година гръцки терористи правят неуспешен опит да го убият и той емигрира в Русия.
След Младотурската революция в 1908 година се завръща в Ксанти, става деец на Съюза на българските конституционни клубове и е избран за делегат на неговия Учредителен конгрес от Ксанти.
След като Ксанти влиза в България след Междусъзническата война в 1913 година Кудев е председател на градската тричленна комисия заедно с Наум Тенчев и Ан. Попов.
Умира през 1967 година в Пловдив.